# Pilosella piloselloides
La pelosella fiorentina (nome scientifico Pilosella piloselloides (Vill.) Jirí Soják, 1971) è una specie di pianta angiosperma dicotiledone della famiglia delle Asteraceae.

## Etimologia
Il nome del genere (Pilosella) deriva dal latino "pilosus" (significa "peloso") e si riferisce all'aspetto piuttosto pubescente di queste piante.  L'epiteto specifico (piloselloides) significa "simile a pilosella", ossia alla pianta Pilosella officinarum che in precedenza era denominata Hieracium pilosella.
Il binomio scientifico della pianta di questa voce è stato proposto inizialmente dal botanico francese Domínique Villars (1745-1814) e poi perfezionato dal botanico ceco Jirí Soják (1936-2012) nella pubblicazione "Preslia. Vestnik (Casopsi) Ceskoslovenske Botanicke Spolecnosti. Bulletin de la Société Botanique Tchecoslovaque a Prague - 43(2): 185. 1971" del 1971.

## Descrizione

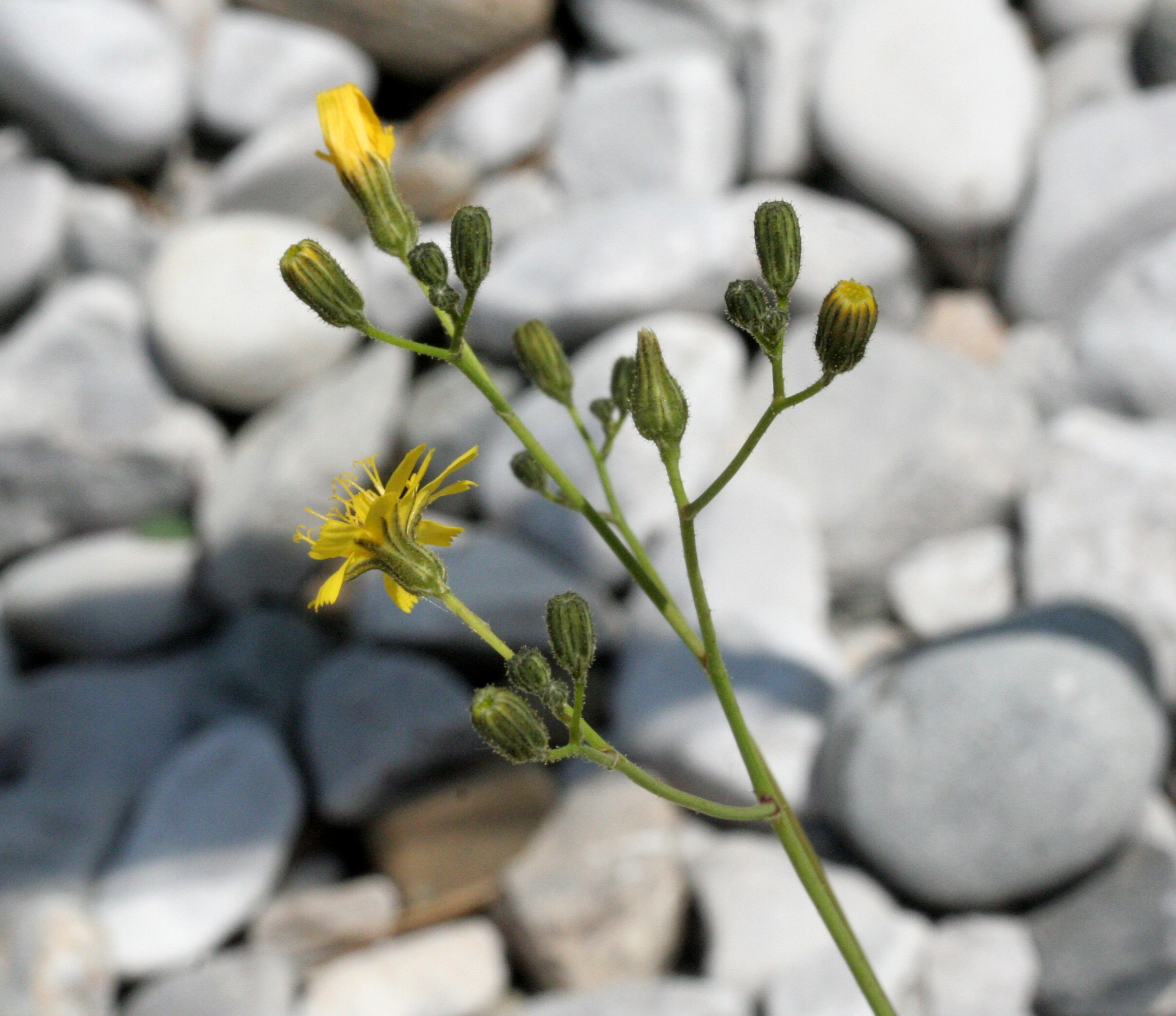
Il portamento
Giardino Botanico Alpino "Giangio Lorenzoni", Pian Cansiglio, Tambre d'Alpago (BL), 1000 m s.l.m. - 16 luglio 2009

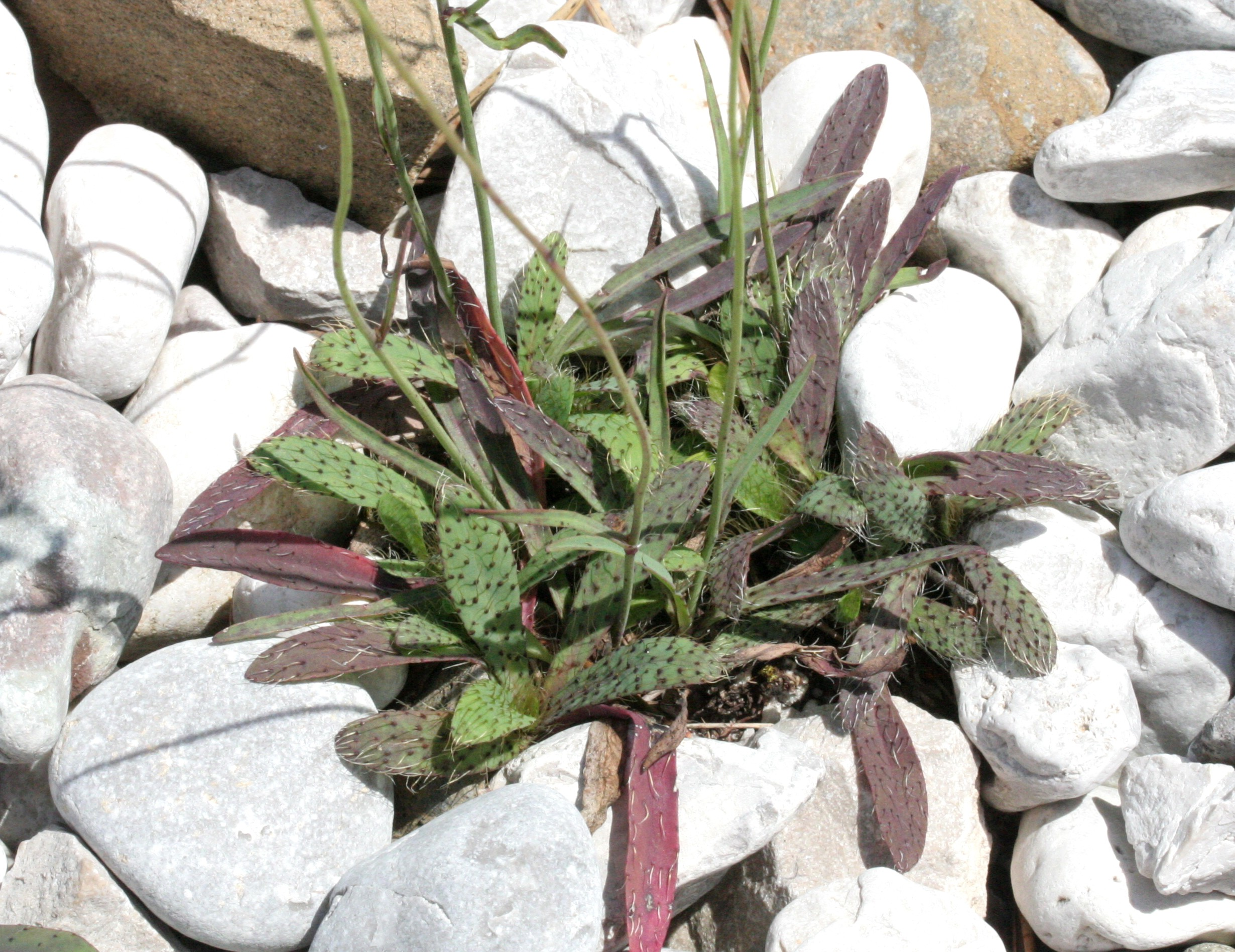
La rosetta basale
Giardino Botanico Alpino "Giangio Lorenzoni", Pian Cansiglio, Tambre d'Alpago (BL), 1000 m s.l.m. - 16 luglio 2009

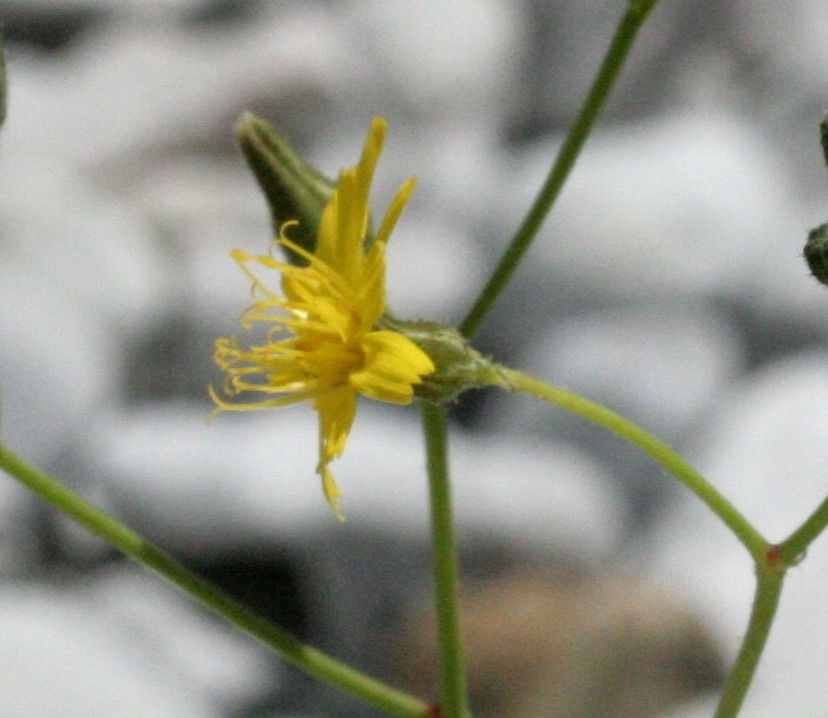
Il capolino
Giardino Botanico Alpino "Giangio Lorenzoni", Pian Cansiglio, Tambre d'Alpago (BL), 1000 m s.l.m. - 16 luglio 2009

Habitus. Le specie di questa sezione, con cicli biologici perenni, sono piante erbacee non molto alte. La forma biologica è emicriptofita rosulata (H ros), ossia in generale sono piante erbacee, a ciclo biologico perenne, con gemme svernanti al livello del suolo e protette dalla lettiera o dalla neve e hanno le foglie disposte a formare una rosetta basale. Tutte le specie del gruppo sono provviste di peli ramificati e non e di latice (i vasi latticiferi sono anastomizzati). Queste piante possono raggiungere una altezza compresa tra 20 – 80 cm.
Radici. Le radici sono secondarie da rizoma e sono divise in un denso pennello.
Fusto. 
- Parte ipogea: la parte sotterranea, contrariamente alle altre specie di questo genere, è priva di stoloni oppure sono rarissimi e provvisti di flagelli o anche con fusti laterali fioriferi.
- Parte epigea: la parte aerea del fusto è eretta e più o meno glabra con poche foglie soprattutto basali (fusto di tipo fillopode); la parte terminale in genere è ramoso-corimbosa; i capolini hanno un acladio breve (2 – 30 mm). Il colore è glauco fino a grigio-verde.

Foglie. Le foglie si dividono in basali (da 5 a 15) e cauline. In genere sono glaucescenti e spesso sono più o meno arrossate con lunghe setole (3 – 5 mm) e pochi peli stellati. Quelle basali hanno la lamina a forma da lineare a lineare-spatolata gradualmente confluenti in un picciolo alato; le foglie primitive possono essere anche a forma oblanceolata. Le foglie cauline sono poche (1 - 3) ed hanno forme strettamente lineari con base ristretta oppure avvolgente per la metà il fusto (ma non abbracciante). Dimensione delle foglie basali: larghezza 3 – 6 mm; lunghezza 45 – 120 mm.
Infiorescenza. Le infiorescenze sono composte da 8 - 20 (raramente fino a 80) piccoli capolini peduncolati in formazioni corimbose o a pannocchia (sinflorescenze di tipo umbellato-panicolate). Il capolino è formato da un involucro composto da brattee (o squame) disposte su una sola serie (mancano quelle esterne), all'interno delle quali un ricettacolo fa da base ai fiori tutti ligulati.  La pubescenza del peduncolo è formata da pochi peli stellati e ghiandolosi. L'involucro è cilindrico fino a cilindrico-ellissoide ed è lungo 5 – 8 mm; è ricoperto da pochi peli stellati e ghiandolosi; la dimensione delle squame varia da stretta a larga, hanno colori scuri e sono provviste di orli più chiari. Il ricettacolo è nudo (ossia privo di pagliette a protezione della base dei fiori), formato da alveoli con margini dentati. Diametro dei capolini: 5 – 15 mm.
Fiori. I fiori sono tutti del tipo ligulato (il tipo tubuloso, i fiori del disco, presente nella maggioranza delle Asteraceae, qui è assente), sono tetra-ciclici (ossia sono presenti 4 verticilli: calice – corolla – androceo – gineceo) e pentameri (ogni verticillo ha 5 elementi). I fiori sono ermafroditi e zigomorfi (raramente sono stilosi - senza ovuli).
- Formula fiorale:

*/x K {\displaystyle \infty }, [C (5), A (5)], G 2 (infero), achenio
- Calice: i sepali del calice sono ridotti ad una coroncina di squame.
- Corolla: le corolle sono formate da un tubo (alla base) e da una ligula terminante con 5 denti; il colore è giallo. La corolla è lunga circa 7 – 9 mm.
- Androceo: gli stami sono 5 con filamenti liberi e distinti, mentre le antere sono saldate in un manicotto (o tubo) circondante lo stilo.[17] Le antere sono codate e allungate con una appendice apicale acuta; i filamenti sono lisci. Il polline è tricolporato.[18]
- Gineceo: lo stilo è lungo, filiforme e peloso sul lato inferiore. Gli stigmi dello stilo sono due divergenti e ricurvi con la superficie stigmatica posizionata internamente (vicino alla base).[19] L'ovario è infero uniloculare formato da 2 carpelli.
- Antesi: da maggio a agosto.

Frutti. I frutti sono degli acheni con pappo. Gli acheni, bruno-scuri o nerastri, a forma colonnare-obconica, sono ristretti alla base (e ingrossati all'apice), mentre la superficie è provvista di 10 coste terminati nella parte alta con un dentello. Il pappo è formato da setole semplici, color bianco sporco, disposte su una sola serie, tutte sottili e della stessa lunghezza. Lunghezza dell'achenio: 1,5 – 2 mm.

## Biologia
- Impollinazione: l'impollinazione avviene tramite insetti (impollinazione entomogama tramite farfalle diurne e notturne).
- Riproduzione: la fecondazione avviene fondamentalmente tramite l'impollinazione dei fiori (vedi sopra).
- Dispersione: i semi (gli acheni) cadendo a terra sono successivamente dispersi soprattutto da insetti tipo formiche (disseminazione mirmecoria). In questo tipo di piante avviene anche un altro tipo di dispersione: zoocoria. Infatti gli uncini delle brattee dell'involucro (se presenti) si agganciano ai peli degli animali di passaggio disperdendo così anche su lunghe distanze i semi della pianta.

## Distribuzione e habitat

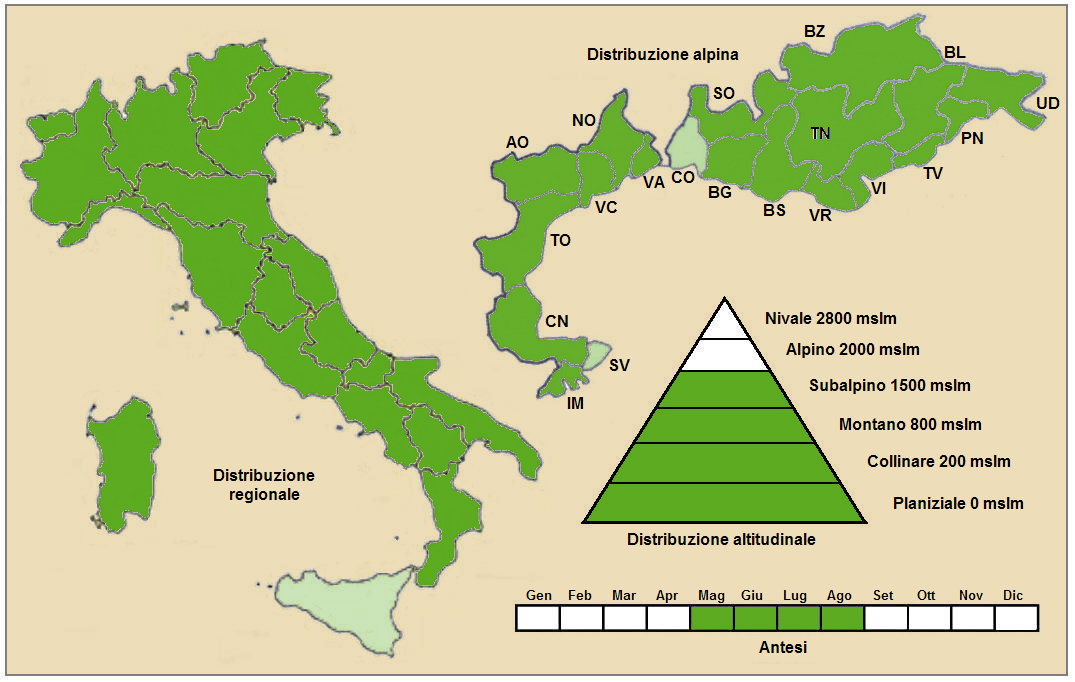
Distribuzione della pianta
(Distribuzione regionale – Distribuzione alpina)

- Geoelemento: il tipo corologico (area di origine) è Sud Alpino - Est Mediterraneo.
- Distribuzione: in Italia questa specie è comune su tutto il territorio. Si trova comunemente anche nelle Alpi, mentre sugli altri rilievi europei collegati alle Alpi si trova nel Massiccio del Giura, Monti Balcani e Carpazi.[21] In Europa è presente ovunque compresa l'Anatolia e la Transcaucasia.[22]
- Habitat: l'habitat tipico sono i pendii franosi, le scarpate sassose, i greti, le sabbie, le zone a ghiaia e i prati aridi; ma anche gli ambienti ruderali e le zone vicino all'acqua ma secche. Il substrato preferito è calcareo ma anche calcareo/siliceo con pH basico, bassi valori nutrizionali del terreno che deve essere secco.
- Distribuzione altitudinale: sui rilievi queste piante si possono trovare fino a 1.500 m s.l.m. (massimo 2.000 m s.l.m.); frequentano quindi i seguenti piani vegetazionali: collinare, montano e subalpino (oltre a quello planiziale – a livello del mare).

### Fitosociologia

#### Areale alpino
Dal punto di vista fitosociologico alpino Pilosella piloselloides appartiene alla seguente comunità vegetale:
Formazione: delle comunità delle fessure, delle rupi e dei ghiaioni
Classe: Thlaspietea rotundifolii
Ordine: Epilobietalia fleischeri

#### Areale italiano
Per l'areale completo italiano Pilosella piloselloides appartiene alla seguente comunità vegetale:
Macrotipologia: vegetazione casmofitica, glareicola ed epifitica.
Classe: Thlaspietea rotundifolii Br.-Bl., 1948
Ordine: Epilobietalia Fleischeri Moor, 1958
Alleanza: Epilobion fleischeri G. Braun-Blanquet ex Br.-Bl., 1949
Descrizione. L'alleanza Epilobion fleischeri è relativa alle comunità erbacea perenne, su terreni alluvionali sassosi e ghiaiosi in presenza di corsi d’acqua a regime torrentizio in cui si alternano fasi di inondazione e fasi di disseccamento. Il piano climatico è più o meno quello mesotemperato. La copertura di questa comunità è discontinua, prevalentemente costituita da emicriptofite con un numero limitato di specie. Distribuzione: l’alleanza, tipica della regione alpina, è rara in Appenino.
Specie presenti nell'associazione:  Epilobium fleischeri, Epilobium dodonaei, Scrophularia canina, Scrophularia juratensis, Pilosella piloselloides, Chondrilla chondrilloides, Salix purpurea, Salix elaeagnos, Galeopsis angustifolia, Myricaria germanica e Erigeron angulosus.

## Tassonomia
La famiglia di appartenenza di questa voce (Asteraceae o Compositae, nomen conservandum) probabilmente originaria del Sud America, è la più numerosa del mondo vegetale, comprende oltre 23.000 specie distribuite su 1.535 generi, oppure 22.750 specie e 1.530 generi secondo altre fonti (una delle checklist più aggiornata elenca fino a 1.679 generi). La famiglia attualmente (2021) è divisa in 16 sottofamiglie.

### Filogenesi
Il genere di questa voce appartiene alla sottotribù Hieraciinae della tribù Cichorieae (unica tribù della sottofamiglia Cichorioideae). In base ai dati filogenetici la sottofamiglia Cichorioideae è il terz'ultimo gruppo che si è separato dal nucleo delle Asteraceae (gli ultimi due sono Corymbioideae e Asteroideae). La sottotribù Hieraciinae fa parte del "quinto" clade della tribù; in questo clade è posizionata alla base ed è "sorella" al resto del gruppo comprendente, tra le altre, le sottotribù Microseridinae e Cichoriinae. Il nucleo della sottotribù Hieraciinae è l'alleanza Hieracium - Pilosella (comprendenti la quasi totalità delle specie della sottotribù - oltre 3000 specie) e formano (insieme ad altri generi minori) un "gruppo fratello". Alcuni Autori includono in questo gruppo anche i generi Hispidella e Andryala.
I caratteri distintivi per il genere Pilosella sono:
- tutta la piante è densamente pelosa;
- gli acheni hanno 10 coste longitudinali.

Classificazione del genere. Il genere Pilosella è un genere di difficile classificazione in quanto molte specie tendono ad ibridarsi e molto spesso tra una specie e un'altra è presente un "continuam" di caratteri e quindi sono difficilmente separabili. Pilosella piloselloides (come Pilosella officinarum Vaill.) fa parte di un gruppo polimorfo di difficile interpretazione in quanto si tratta di stirpi che vivono in zone dove la concorrenza con altre specie è molto ridotta. Inoltre l'ecologia dei singoli aggregati ed intermediari manca ancora di studi approfonditi e completi. Di questo gruppo alcuni taxon sono sottospecie o varietà di P. piloselloides, altri sono considerati "intermediari" (o impropriamente ibridi in quanto queste specie essendo apomittiche non si incrociano e quindi non danno prole feconda) con altre specie, e altri ancora sono considerati aggregati (o inclusi). A causa di ciò si pongono dei problemi di sistematica quasi insolubili e per avere uno sguardo d'insieme su questa grande variabilità può essere necessario assumere un diverso concetto di specie. Qui in particolare viene seguita la suddivisione in sezioni del materiale botanico così come sono elencate nell'ultima versione della "Flora d'Italia".
La specie di questa voce è descritta all'interno della I sezione Pilosella sect. Praealtae, i cui caratteri principali sono:
- lo scapo è ramificato, alto 20 - 100 cm, con molti capolini (da 10 a 40) e con 2 - 4 foglie cauline;
- i peli in genere sono semplici, lunghi 1 - 5 mm e chiari;
- entrambe le facce delle foglie sono verdi, quelle basali sono glauche e quelle cauline sono prive di ghiandole.

La specie  P. piloselloides è invece individuata dai seguenti ulteriori caratteri:
- gli stoloni sono assenti (sono presenti talvolta getti caulini accessori);
- i peduncoli dei capolini sono sottili (meno di 0,5 mm di diametro);
- i peli semplici sulle brattee dell'involucro sono da assenti a piuttosto densi;
- i peli ghiandolari e stellati sulle foglie sono assenti;
- sui peduncoli dei capolini i peli stellati sono da assenti a sparsi.

L'indumentum è uno degli elementi più importanti per distinguere le varie specie.  P. piloselloides  è caratterizzata dalla seguente pubescenza:
| Tipo peli        | Caule                                                                                   | Foglie             | Peduncoli dei capolini                                                                  | Brattee involucrali                            |
| ---------------- | --------------------------------------------------------------------------------------- | ------------------ | --------------------------------------------------------------------------------------- | ---------------------------------------------- |
| Peli semplici    | Peli rigidi lunghi 3 – 5 mm (in basso da assenti a densi - in alto da sparsi a assenti) | Da assenti a densi | Da assenti a sparsi, lunghi 2 – 4 mm, rigidi, nerastri in basso, altrove grigio-bianchi | Da assenti a densi                             |
| Peli ghiandolari | Assenti (sparsi in alto)                                                                | Assenti            | Da assenti a sparsi                                                                     | Da assenti a densi                             |
| Peli stellati    | Assenti o sparsi                                                                        | Assenti            | Da assenti a sparsi (sotto l'involucro raramente densi)                                 | Da assenti a sparsi (in basso raramente densi) |

Il numero cromosomico di  P. piloselloides è: 2n = 18, 27, 36 e 45.

### Sottospecie
Per questa specie attualmente sono riconosciute come valide 5 sottospecie, tutte sono presenti nella flora spontanea italiana (a parte la subsp. rubrobauhini).
| Sottospecie   | Autore e anno                              | Distribuzione euro-mediterranea                               |
| ------------- | ------------------------------------------ | ------------------------------------------------------------- |
| piloselloides |                                            | Europa (centrale), Penisola Balcanica, Russia e Transcaucasia |
| floccosa      | (Nägeli & Peter) S. Bräut. & Greuter, 2007 | Europa (centrale) e Penisola Balcanica                        |
| praealta      | (Gochnat) S. Bräut. & Greuter, 2007        | Europa (escluse le zone sud-orientali)                        |
| rubrobauhini  | (Schelk. & Zahn) S. Bräut. & Greuter, 2007 | Transcaucasia e Anatolia                                      |
| magyarica     | (Peter) S.Bräut. & Greuter, 2007           | Europa occidentale-orientale, Transcaucasia, Anatolia e Siria |

Nota: la sottospecie praealta nella "Flora d'Italia" è considerata come specie Pilosella praealta (Gochnat) F.W.Schultz & Sch.Bip..

## Specie simili
Nella "Flora d'Italia" nella stessa sezione di questa voce (Pilosella sect. Praealtae) sono indicate le seguenti altre specie, più o meno simili a quelle di questa voce:
- P. praealta (Pilosella praealta) (Gochnat) F.W.Schultz & Sch.Bip., 1862 - Pelosella elevata: l'altezza massima della pianta è di 80 cm; il ciclo biologico è perenne; la forma biologica è emicriptofita rosulata (H ros); il tipo corologico è Centro Est Europa; l'habitat tipico sono gli incolti, i pendii franosi, le scarpate, i greti dei fiumi e i prati; in Italia è una specie rara e si trova nelle Alpi e Appennini settentrionali fino ad una quota di 1.500 m s.l.m.. Alcune checklist considerano questa specie un sinonimo di Pilosella piloselloides subsp. praealta (Gochnat) S.Bräut. & Greuter.[29]

Si distingue da P. piloselloides per: i peduncoli dei capolini sono grossi (da 0,5 a 0,7 mm di diametro) con peli stellati da piuttosto densi a densi.
Alla specie P. praealta sono collegate le seguenti altre specie:
- P. anobrachia (Arv.-Touv. & Gaut.) S.Bräut. & Greuter, 2007 - I caratteri sono più simili al gruppo piloselloides/praealta che alla specie P. peleteriana.
- P. arnoseroides (Nägeli & Peter) Soják, 1971 - I caratteri sono intermedi tra il gruppo piloselloides/praealta e la specie P. peleteriana.
- P. visianii F.W.Schultz & Sch.Bip., 1861 - I caratteri sono più simili al gruppo piloselloides/praealta che alla specie P. officinarum.
- P. tephrodes (Nägeli & Peter) S.Bräut. & Greuter, 2007 - I caratteri sono più simili al gruppo piloselloides/praealta che alla specie P. saussureoides
- P. sulphurea (Döll) F.W.Schultz & Sch.Bip., 1862 - I caratteri sono intermedi tra il gruppo piloselloides/praealta e la specie P. lactucella
- P. frigidaria (Nägeli & Peter) Soják, 1971 - I caratteri sono più simili al gruppo piloselloides/praealta che alla specie P. glacialis
- P. salernicola (Vetter & Zahn) Soják, 1982 - I caratteri sono intermedi tra il gruppo piloselloides/praealta e la specie P. brachycoma

- P. bauhini (Pilosella bauhini)  (Schult.) Arv.-Touv.[30] - Sparviere di Bauhin: l'altezza massima della pianta è di 30 – 60 cm; il ciclo biologico è perenne; la forma biologica è emicriptofita rosulata (H ros); il tipo corologico è  Est Mediterraneo / Nord Iranico (steppico); l'habitat tipico sono gli incolti, i pendii e i prati aridi; in Italia è una specie rara e si trova con discontinuità su tutto il territorio italiano fino ad una quota compresa tra 50 e 1.100 m s.l.m.. Per questa specie sono riconosciute provvisoriamente moltissime sottospecie.

Si distingue da P. piloselloides per: gli stoloni sono epigei e con forme sottili e allungate.
Alla specie P. bauhini è collegata la seguente altre specie:
- P. leptophyton (Nägeli & Peter) S.Bräut. & Greuter, 2007 - I caratteri sono più simili alla specie P. bauhini che alla specie P. officinarum.

- P. ziziana (Pilosella ziziana) (Tausch) F.W.Schultz & Sch.Bip., 1862[31] - Sparviere di Ziz: l'altezza massima della pianta è di 30 – 70 cm; il ciclo biologico è perenne; la forma biologica è emicriptofita rosulata (H ros); il tipo corologico è  Centro Est Europeo; l'habitat tipico sono gli incolti, i pendii e i prati aridi; in Italia è una specie rara e si trova nelle Alpi e Appennini fino ad una quota compresa tra 200 e 1.500 m s.l.m.. Per questa specie sono riconosciute provvisoriamente una quarantina di sottospecie.

Si distingue da P. piloselloides per: gli stoloni sono assenti (raramente con getti caulini o flagelli); la pagina superiore delle foglie è generalmente opaca; il diametro dei peduncoli è di 0,3 - 0,9 mm; i peli semplici sulle brattee involucrali sono da sparsi a densi; i peli stellati sulla pagina superiore delle foglie sono presenti sulle nervature, mentre sulle brattee involucrali sono densi.
Alla specie P. ziziana sono collegate le seguenti altre specie:
- P. anchusoides Arv.-Touv., 1880 - I caratteri sono più vicini alla specie P. ziziana che alla specie P. officinarum.
- P. litardiereana (Zahn) Soják, 1971 - I caratteri sono più vicini alla specie P. ziziana che alla specie P. pseudopilosella

- P. densiflora (Pilosella densiflora) (Tausch) Soják, 1971[32] - Sparviere densiflora: l'altezza massima della pianta è di 30 – 70 cm; il ciclo biologico è perenne; la forma biologica è emicriptofita rosulata (H ros); il tipo corologico è  Centro Sud Est Europeo; l'habitat tipico sono gli incolti, i pendii e i prati aridi; in Italia è una specie molto rara e si trova nel Tirolo meridionale e in Puglia  fino ad una quota compresa tra 50 e 1.100 m s.l.m.. Per questa specie sono riconosciute provvisoriamente una sessantina di sottospecie.

Si distingue da P. piloselloides per: gli stoloni epigei sono sottili e allungati; la pagina inferiore delle foglie basali ha sparsi peli stellati.
Alla specie P. densiflora è collegata la seguente altra specie:
- P. fallacina (F.W.Schultz) F.W.Schultz, 1863 - I caratteri sono più vicini alla specie P. densiflora che alla specie P. officinarum.